# Mia Rose
María Antonia Teixeira Rosa (Londres, 26 de enero de 1988), conocida con el nombre artístico Mia Rose, es una cantante, compositora, modelo, youtuber y actriz luso-británica que alcanzó el éxito a través del sitio para compartir videos YouTube, donde ascendió rápidamente subió al top de los 3 artistas más visitados y se convirtió en la cantante con más suscriptores del sitio de todos los tiempos. Con más de 254.700 suscriptores desde el 30 de noviembre de 2009, Mia Rose es uno de los cinco artistas con más suscripciones de todos los tiempos.
Desde diciembre de 2009 es la artista con mayor número de suscriptores en el Reino Unido, y en el mismo país, tiene el segundo canal de YouTube con el mayor número de suscripciones. Los videos de Mia Rose se han visualizado más de 123 millones de veces. Rose tiene más suscriptores a su canal de YouTube, a nivel mundial, que U2, Justin Timberlake o Coldplay. Mia Rose ya fue asunto de artículos en la Rolling Stone, The Sun, y The Age, (publicado también en el Sydney Morning Herald) fue también destacada en la BBC Radio 5 Live podcast.
En enero de 2007, Mia firmó contrato con NextSelection / Universal mediante Ryan Leslie. Pasado un mes firmó un contrato con la compañía de Tommy Mottola para la gestión de su carrera. A lo largo de su tiempo en los EE. UU., Mia Rose trabajó con productores y compositores como Brent Pashke, UNESS y Kara DioGuardi. Mia grabó dos sencillos, "Hold Me Now" y "Hot Boy" para la editora NextSelection que no llegaron a ser lanzados. Debido a las dificultades que las grandes editoriales estaban experimentando a raíz de la revolución digital, Mia decidió regresar a Europa para concentrar sus esfuerzos en el aumento de su base de fanes y después seguir su carrera como artista de bricolaje, sintiendo que de mantener el control sobre su música sería el paso correcto a tomar.

## Música
El 29 de diciembre de 2006, durante las vacaciones universitarias, Mia abrió una cuenta en el sitio de intercambio de videos YouTube bajo el nombre de "miaarose". En su canal personal, Mia comenzó un nuevo video cada día donde cantaba versiones de sus artistas favoritos. Dentro de dos semanas, Rose se estableció entre los músicos más visionados de YouTube, atrayendo el interés de varias editoriales multinacionales y fue objeto de noticia de varias publicaciones de prensa tanto en formato papel como en línea.
En mayo de 2009, Mia grabó y se auto-promovió su primer sencillo "Let Go" (Déjame Ir), lanzado el tema en iTunes en Portugal, donde rápidamente se convirtió en la descarga más vendida del año y alcanzando el segundo lugar en el top portugués. Mia Rose llegó a Portugal, donde vivió durante un tiempo con muchos aficionados portugueses.
Mia Rose tiene una enorme cantidad de fans a nivel mundial. Durante una videoconferencia con ellos en Kyte.tv, el 15 de octubre de 2009, recibió más de 7500 mensajes de 27 países en 90 minutos, incluyendo los EE. UU., Canadá, Perú, la gran mayoría del territorio europeo, Catar, Japón, India y Malásia.11 Durante un evento que tuvo lugar en 2008, Rose conoció a la Reina de Jordania, quien confesó ser fan de la música de Mia.
Su éxito como artista de DIY, debido a la exposición en YouTube, la llevó a recibir invitaciones para eventos de prestigio como el Google Zeitgeist y la SIME en Suecia, para hablar de su carrera. Fue entonces en 2008 que Mia Rose participó en SIME 08, donde llegó a cantar con los Ace of Base dos de sus más grandes éxitos: "All that she wants" ("Todo lo que ella quiere") y "The Sign" ("El signo"). La filosofía DIY está presente en todos los pasos que da, Mia lanzó recientemente varias aficiones a sus fanes cuyas primas fueron a pasar un día con Mia Rose en Londres, elegir uno de los temas a ser editado en su último trabajo, y dibujar la portada de su nuevo sencillo
Rose se mudó a Londres en septiembre de 2009 y firmó contrato con citizensound, la agencia que gestiona su carrera.
Su segundo sencillo de dos canciones, "What Would Christmas Be Like?/Fallin’ For You" fue lanzado exclusivamente a través de su página web officialmiarose.com el 2 de diciembre de 2009. Fue compuesto por Mia y estrenada en su canal de YouTube el 1 de diciembre de 2009. El video del nuevo sencillo fue grabado en Brasil por el director y actor Rafael Almeida.
La segunda pista de esta versión, "Fallin 'For You" está escrito por Colbie Caillat y fue elegido por los fanes de Mia de cuatro canciones posibles. Fue claramente el tema ganador, obteniendo el 45% de los votos, más que de doble de la música que quedó en segundo lugar. El video de la versión de Mia ha sido visto más de 200.000 veces desde que fue puesto en YouTube hacía sólo un mes. Mia Rose busca involucrar a sus fanes en todo lo que hace, la elección de dejar a uno de sus fanes (ganador de un pasatiempo) diseñar la portada del nuevo sencillo.
Ambas pistas fueron producidas en Londres por Tyrell, que ya trabajó con artistas como David Bowie, Simply Red, Lily Allen y P.M. Dawn.
En 2011, Mia Rose estaba agenciada por la división de la celebridad de "Modelos 1! junto con Lois Winstone, Mika, Joely Richardson y Robert Pattinson.
Participó en la miniserie Brasilera Acampamento de Férias 2 - A Árvore da Vida interpretando a Nanda.
Fue en 2012, cuando Mia Rose lanzó su más reciente sencillo, "Friends in Love", de un año a partir de ahora cuenta con cerca de medio millón de visitas en YouTube. El sencillo está a la venta en iTunes internacional y el tema fue grabado en Portugal.
En 2013, comenzó la serie estadounidense "Exit Vine" (Salga de la Viña) de la Red Bull. Mia fue una de las protagonistas. La serie fue grabada en Los Ángeles. Esta serie es una serie musical.

## Televisión
Fue a principios de 2011 cuando surgió la gran oportunidad para Mia Rose del debut como actriz. Y sucedió cuando la red Globo la invitó a participar en la segunda temporada de la serie brasileña Acampamento de Férias 2 - A Árvore da Vida. Mia Rose interpretó el papel del personaje Nanda, una chica misteriosa que sería las nuevas monitora de campamento de verano. Este mismo personaje era la pareja de Leo, interpretado por Rafael Almeida. Mia Rose debutó a lo grande, visto que compactó y trabajó, en esta serie, con algunas de las mayores actores brasileños, como Renato Aragão y Odilon Wagner. Aunque Mia Rose siempre han demostrado su gusto por la representación, el mundo recibió la noticia del debut de Mia Rose, como actriz, con gran admiración, ya que sería más evidente el estrellato de Mia en Portugal que en la mayor cadena de televisión brasileña y una de las más grandes del mundo, la red Globo.
En 2011, Mia Rose fue jurado en el programa de TVE1: "La voz de Portugal", versión portuguesa del "The Voice". Este programa duró más de seis meses y tuvo grandes personalidades portuguesas, como Os Anjos, Rui Reininho y Paulo Gonzo, también miembros del jurado. Fue en este programa de televisión portugués que Mia ganó muchos seguidores en Portugal. Este nuevo formato del programa original The Voice resultó ser un éxito en Portugal, aunque no fue líder en horario de máxima audiencia en las audiencias de la televisión portuguesa. La versión en portugués tuvo como anfitriona Catarina Furtado y fue grabado para RTP. En este programa, Mia llevó a la final a Daniel Moreira que acabaría reuniéndose con su mentora en la 3.ª posición en frente de uno de los mayores íconos da música portuguesa, Paulo Gonzo. Con este programa Rose ganó mucho prestigio y acabó por ser tema reiterado de la imprenta como la gran revelación que fue Mia Rose.
En enero de 2013, se inició la serie en línea televisiva norteamericana "Exit Vine" ("Salga de la Viña"), Red Bull, que cuenta con la participación de Mia Rose, ella es una de las protagonistas. El papel de Mia Rose es una cantante muy famosa y arrogante que está conquistando su núcleo de fanes, mientras libra una guerra con una cantante humilde y aficionada, que dice mejor que ella. La serie está grabada en Los Ángeles, y hasta ahora, los primeros 7 episodios ya tiene más de 2 millones de visitas. Se espera que la serie termine a mediados de abril / mayo de 2013. Mia grabó varias canciones de esta serie, entre ellas la más popular Keep real ("Mantener real"). Con esta serie, Mia ha dado varios conciertos en gira por los EE. UU., incluyendo Los Ángeles y Orlando, con canciones cantadas por ella en la serie "Exit Vine", que ya tienen éxito. Entre las canciones más populares está la canción "Keep Real" ("Mantener real"), del álbum "Encore". Los conciertos de Mia Rose son en conjunto, entre Red Bull y Playlist live.
Mia Rose este año, 2013 se perfila como la gran protagonista de la nueva serie juvenil TVI, "À Minha Maneira" (A mi manera). En este año 2013, a pesar de que Mia Rose no está teniendo un gran año en términos musicales, está teniendo un gran año en cuanto a la televisión. Solo de este mismo año, 2013, Mia Rose es la protagonista de dos series diferentes grabadas en distintos países: la serie "Exit Vine" (grabada en Los Ángeles, Estados Unidos de América) y la serie "À minha maneira" (registrada en Portugal).

## Carrera de Mia Rose como actriz
- 2011: Acampamento de Férias 2 - A Árvore da Vida. La serie fue grabada en Brasil para la Red Globo
- 2013: "Exit Vine". La serie fue grabado en Los Ángeles para la Red Bull.
- 2013: "À minha maneira". La serie está siendo grabada en Portugal para la TVI
- 2013/2014: I Love It, interpretando a Beatriz Madeira (Bia). Una serie grabada en Portugal emitida a través de TVI.

## Participaciones de Mia Rose en la televisión y entrevistas
Mia Rose es actualmente una de las figuras públicas portuguesas que ya fue más entrevistada tanto en la televisión como en periódicos y revistas. Mia Rose siendo una figura pública con una carrera muy internacional también ya participó en varios programas de televisión extranjeros. Algunas participaciones de Mia Rose:
- Presentación de la música “Será”, RTP – 7 de agosto de 2008.
- Contacto, SIC – 22 de septiembre de 2008 (con Ana Free).
- SIME (2008) – 15 de noviembre de 2008 (televisión extranjera).
- 1.ª Conferencia de Imprenta (en Portugal), RTP/SIC/TVI – 28 de noviembre de 2008
- Fama Show, SIC – 30 de noviembre de 2008.
- Só Visto, RTP – 9 de diciembre de 2008.
- Emisión Especial: “Entrevista e Bio – Mia Rose”, RTP – 15 de diciembre de 2008.
- Curto Circuito, SIC Radical – 7 de enero de 2009.
- Jornal da Noite, SIC – 4 de abril de 2009.
- SIC ao Vivo, SIC – 4 de agosto de 2009.
- Você na TV, TVI – 14 de agosto de 2009.
- Há Conversa, RTP Memória – 16 de octubre de 2009.
- Há Festa no Hospital, TVI – 14 de diciembre de 2009.
- Fama Show, SIC - 23 de marzo de 2010.
- Fama Show, SIC – 4 de abril de 2010.
- Jornal das 8, TVI – 23 de abril de 2010.
- ZoOm In, SAPO – 2 de julio de 2010.
- Festa da Praia, TVI – 14 de agosto de 2010. (con Ana Guiomar).
- Citizen Media Watch - 25 de noviembre de 2010 (televisión extranjera).
- 5 Para a Meia-Noite, RTP – 29 de noviembre de 2010 (presentación del nuevo CD).
- Geração Net, Panda Biggs – 29 de noviembre de 2010.
- Jornal das 8, TVI – 29 de noviembre de 2010.
- 5 Para a Meia-Noite, RTP – 1 de diciembre de 2010 (con João Manzarra).
- Fama Show, SIC – 2 de marzo de 2011.
- The Diogo Beja Show, RTP – 5 de julio de 2011.
- Portugal no Coração, RTP – 28 de octubre de 2011 (con Catarina Furtado y Piet-Hein Bakker).
- Cinco Sentidos, RTP – 2 de noviembre de 2011.
- Cinco Sentidos, RTP – 21 de noviembre de 2011 (Presentación del libro de Mia Rose, con David Carreira, Ana Galvão, Nuno Markl, entre otros).
- Estrela Maior, RTP – 2 de diciembre de 2011.
- Circo de Natal, RTP – 26 de diciembre de 2011 (con su equipo de “A Voz de Portugal”).
- Portugal no Coração, RTP – 24 de febrero de 2012.
- Fama Show, SIC – 9 de marzo de 2012.
- Fama Show, SIC – 19 de noviembre de 2012.
- What’s Trending – 8 de abril de 2013 (televisión extranjera, Los Ángeles).
- Fama Show, SIC – 16 de mayo de 2013
- Fiesta de verano en TVI/Lux – 3 de agosto de 2013
- Participación especial en el programa "Dança com as estrelas", TVI – 11 de agosto de 2013 (con David Carreira y José Carlos Pereira).
- Presentación de la serie juvenil "I Love It (série)", TVI – 2 de septiembre de 2013.
- Actuación interpretando "I Love It" en el programa "Dança com as estrelas", TVI – 8 de septiembre de 2013.
- Entrevista Especial en el Jornal das 8, TVI – 9 de septiembre de 2013.
- Entrevista sobre fenómenos de YouTube, en Jornal das 8, TVI – 23 y 24 de enero de 2014.
- A Tarde é Sua, TVI – 11 de febrero de 2014 (con Diogo Lagoa).
- Lip Sync Portugal, SIC – 20 de enero de 2019

## Doblaje
- Doblaje de voz del personaje "Audrey" (voz original de Taylor Swift) de la película "The Lorax";
- Doblaje de voz del personaje "Alisa Selezneva" (voz original de Dariya Melnikova) de la serie de TV "Alisa Knows What to Do!" - 2015;
- Doblaje de voz del personaje "Poppy" (voz original de Anna Kendrick) de la película "Trolls" - 2016.
- Doblaje de voz del personaje "Felícia" (voz original de Elle Fanning) de la película "Bailarina" - 2017.

## Mia Rose - Un fenómeno en YouTube
Fue el 29 de diciembre de 2006, que surgió un nuevo canal de YouTube que sería un éxito. El canal de YouTube fue marcado con el siguiente alias: "miaarose". Y cuando Mia Rose comenzó a publicar algunos covers emblemáticos producidos por ella, el número de visualizaciones aumentó brutalmente, así como el número de suscriptores. Mia Rose ha sido la artista con más suscripciones en el Reino Unido y Portugal, a la vez, y fue uno de los 5 artistas más suscriptos de todos los tiempos. Hay muchos videos de Mia Rose que ya tienen más de 1 millón de visualizaciones. Heaven (Cielo), Bryan Adams, posee más de 20 millones de visitas y "Unwritten" de Natasha Bedingfield, con más de 8 millones de visitas. El canal de Mia Rose ahora llega a la cantidad de cerca de 125 millones de visualizaciones, con sólo 70 vídeos.

## Recepción en la prensa
Alexa Baracaia, periodista del Evening Standard informó el 30 de enero de 2007, el canal de YouTube de Mia Rose estaba atrayendo a más de tres millones de visitas al mes, pero insistió en que no había denuncias de "falsos comentarios" que se hacen con el propósito para aumentar su atractivo. En febrero de 2007, el Sydney Morning Herald publicó la noticia de que su página de YouTube alcanzó las doscientas mil firmas en las tres semanas de su estreno, convirtiéndose, en ese momento, en la artista con más suscripciones de todos los tiempos. En marzo de 2008, la revista Forbes informó el nombramiento de Mia Rose para los premios de 2008 YouTube video Awards (Premios de Videos de Youtube 2008). Fue, en 2013, que se creó una gran especulación debido al posible papel de Mia Rose en la nueva gran apuesta de TVI: una serie juvenil inspirada en Skins y también en Glee. Mia Rose, en las dos semanas previas al inicio de la filmación, fue abordada en varias ocasiones por más de 40 medios de comunicación, como periódicos, revistas y plataformas en línea.

## Mia Rose - 15 pasos para ser una estrella de la música
Fue a finales de 2010 cuando Mia Rose publicó su único libro (hasta ahora) "Mia Rose - 15 pasos para ser una estrella de la música", escrito en el citado año y publicado por una editorial líder de libros en portugués, Porto Editora. La fecha de lanzamiento de este libro fue el 10 de noviembre de 2010, en Fnac Colombo en Lisboa. Este libro, en esencia, es una guía práctica que ayuda a tener éxito en el mundo de la música, dando un montón de consejos y sugerencias, así como un resumen de la carrera de Mia Rose, y cómo llegó a la fama. El libro ha sido hasta ahora un éxito y dos años y medio después de su fecha de lanzamiento se sigue encontrando en los quioscos. El libro está también a la venta en varios sitios de Internet, incluido el sitio de Porto Editora. Mia, durante 2010 y 2011, promovió su libro en Portugal.

## Otras Participaciones
Mia Rose, desde 2010 hasta la actualidad ha participado en varias campañas publicitarias de grandes marcas, como "Sprigfield" y "Hello", sobre todo en Portugal. Mia Rose también participó en campañas de publicidad, que básicamente consistía en lo siguiente: la cantante va a cantar tiendas de la calle y, finalmente, atrae a un inmenso público que posteriormente compra artículos de estas tiendas. Algunas de estas tiendas fueron "Modalfa" y el "Fnac". Por lo tanto, Mia es una de las figuras públicas más requeridas para este tipo de publicidad.

## Discografía
Álbumes
- 2017: Tudo Para Dar

### Sencillos
| Sencillo                                 | Año  | Chart Portugués |
| ---------------------------------------- | ---- | --------------- |
| Let Go (Déjame ir)                       | 2009 | 2               |
| Mia Rose What would Christmas be like?   | 2009 | 2               |
| Nada Vou Mudar (Wouldn't Change a Thing) | 2010 | 2               |
| Friends in Love                          | 2012 | 2               |